# کنیاژوو
کنیاژوو (به بلغاری: Knyazhevo) یک منطقهٔ مسکونی در بلغارستان است که در شهرستان توپولوفگراد واقع شده‌است.